# دييغو هورتادو دي مندوزا إي دي لا سيردا
دييغو هورتادو دي مندوزا إي دي لا سيردا (بالإسبانية: Diego Hurtado de Mendoza y de la Cerda)‏ هو عسكري إسباني، ولد في 1500 في إشبيلية في إسبانيا، وتوفي في 1578 في مدريد في إسبانيا.